# Eurycercopis
Eurycercopis is een geslacht van halfvleugeligen uit de familie Aphrophoridae. De wetenschappelijke naam van dit geslacht is voor het eerst geldig gepubliceerd in 1906 door Kirkaldy.

## Soorten
Het geslacht Eurycercopis omvat de volgende soorten:
- Eurycercopis auberti Lallemand, 1942
- Eurycercopis batjanensis Lallemand, 1940
- Eurycercopis nasutus Blöte, 1957